# Trypetheliaceae

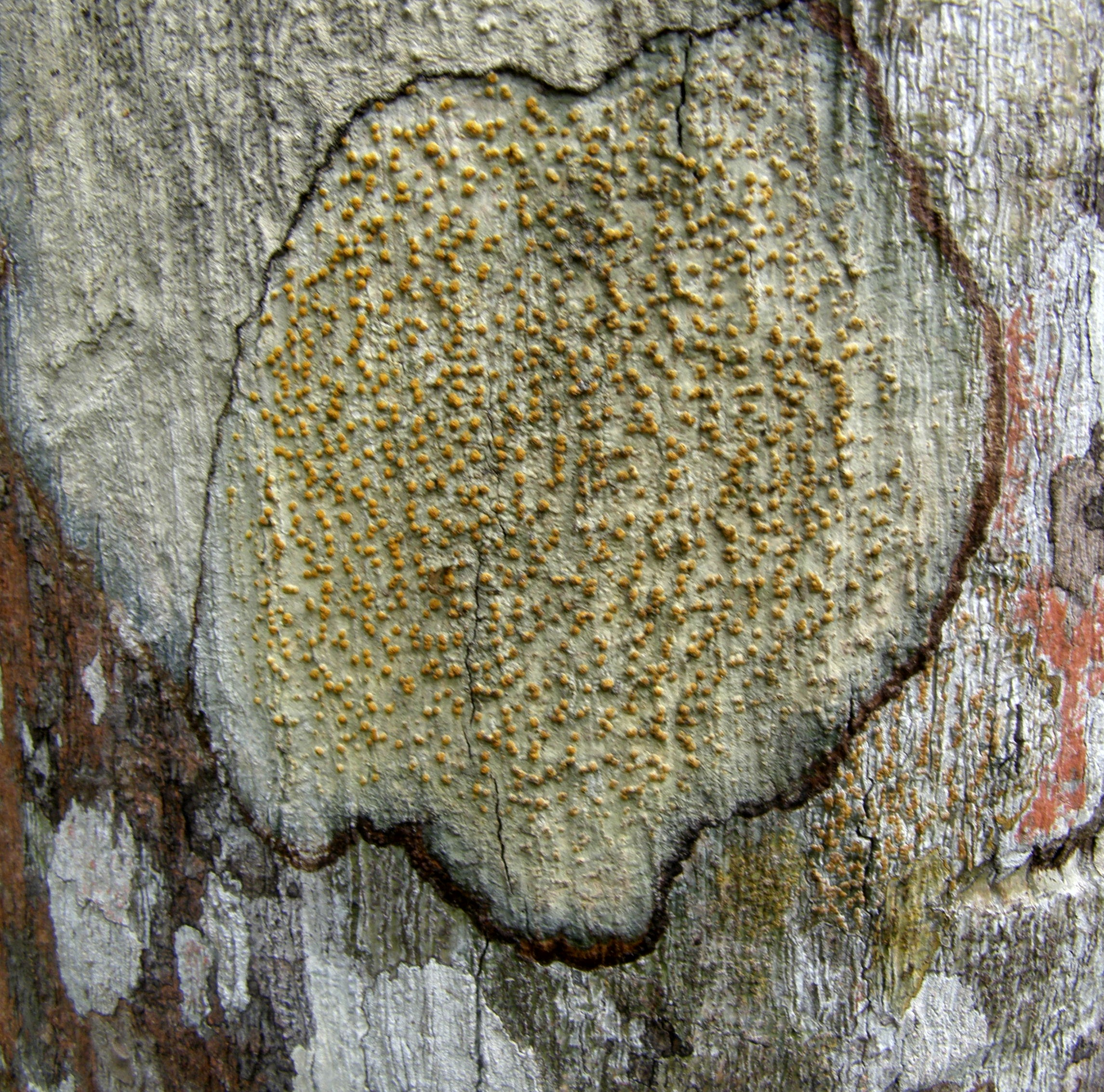
O líquen Trypethelium neogalbineum R.C. Harris. Espécime fotografado em Gamboa, Panamá.

Trypetheliaceae é uma família que inclui sobretudo fungos liquenizados com colocação incerta dentro da classe Dothideomycetes. É o único representante da ordem Trypetheliales. Segundo uma estimativa de 2008, esta família contém 13 géneros e 192 espécies.

## Géneros
- Aptrootia
- Architrypethelium
- Ascocratera
- Astrothelium
- Campylothelium
- Exiliseptum
- Laurera
- Polymeridium
- Pseudopyrenula
- Trypetheliopsis
- Trypethelium